# Tomaž Kosmač
Tomaž Kosmač (* 30. Oktober 1965 in Postojna, SFRJ) ist ein slowenischer Schriftsteller.

## Leben und Werk
Kosmač besuchte die Grundschule in Spodnja Idrija und setzte seine Schulbildung an einer berufsbildenden Schule mit wirtschaftlichem Schwerpunkt in Nova Gorica fort, verließ diese jedoch ohne Schulabschluss. Nach einer mehrjährigen Tätigkeit als Wachmann verdingte sich Kosmač mit Gelegenheitsarbeiten, bevor er sich bewusst für die Arbeitslosigkeit und den Bezug von Sozialhilfe entschied. Er lebt heute in Godovič.
Kosmač schreibt ausschließlich Prosa, die häufig autofiktionalen Charakter besitzt. So taucht immer wieder ein Protagonist auf, der Kosmačs Spitznamen Kosmo trägt. Seine literarischen Figuren sind meistens männlich und bewegen sich am Rande der Gesellschaft, sei es aufgrund Alkoholkonsums, Arbeitslosigkeit oder deviantem Verhalten.
1987 begann er, literarische Texte in Zeitschriften zu veröffentlichen. 1998 veröffentlichte er seinen ersten Kurzprosaband Driska („Durchfall“). 2006 veröffentlichte er unter dem Pseudonym Bogomir Hvala den Roman Hvalabogu („Gottseidank“), in dem er satirische Kritik an der Kirche übt. 2008 erschien der Kurzprosaband Punk is dead, mit dem er zweimal für den Fabula-Preis nominiert war. Danach veröffentlichte er seinen zweiten Roman Varnost (2011, „Sicherheit“) in dem er seine Erfahrungen als Wachmann verarbeitet. 2014 erschien sein dritter Roman Sabina, der von einer Liebesbeziehung zur gleichnamigen Protagonistin handelt. Mit Preko vode do svobode („Übers Wasser zur Freiheit“) veröffentlichte Kosmač 2017 seinen vierten Roman, in dem der Romanheld nach 30 Jahren erneut die Schauplätze seines Wehrdiensts in der Jugoslawischen Volksarmee in Montenegro besucht. 2021 folgte daraufhin mit Ko jebe („Scheiß drauf“) wieder ein Kurzgeschichtenband, der ihm eine Nominierung für den Novo mesto-Short-Preis einbrachte.
Kosmač ist Mitglied des Slowenischen Schriftstellerverbands.

## Publikationen
- Driska. [Durchfall] Idrija: Založba Bogataj, 1998.
- Hvalabogu. [Gottseidank] Selbstverlag, 2006.
- Punk is dead. Ljubljana: Študentska založba, 2008.
- Varnost. [Sicherheit] Ljubljana: Študentska založba, 2012.
- Sabina. Novo mesto: Goga, 2014.
- Preko vode do svobode. [Übers Wasser zur Freiheit] Maribor: Litera, 2017.
- Ko jebe. [Scheiß drauf] Ljubljana: Beletrina, 2021.

### In deutscher Sprache
- Scheiß drauf. In: Jelka Ciglenečki (Hg.): Ereignis in der Stadt. 30 Jahre – 30 Texte. Neue Literatur aus Slowenien. Salzburg, Wien: Residenz Verlag, 2023.